# Natività di Gesù (Lattanzio Gambara)
La Natività di Gesù è un dipinto a olio su tela (260x150 cm) di Lattanzio Gambara, databile a subito dopo la metà del Cinquecento e conservata nella chiesa dei Santi Faustino e Giovita a Brescia. 
Considerata generalmente, ma non all'unanimità, una delle sue migliori opere, si trova nella chiesa dei Santi Faustino e Giovita a Brescia, sul secondo altare destro, dedicato appunto alla Natività di Gesù. Inizialmente, però, la pala doveva essere posta sull'altare maggiore della chiesa. Lo stile pittorico del dipinto è da ascrivere a una tarda arte rinascimentale, con già evidenti accenni al manierismo introdotto nell'area bresciana dalle opere di Giulio Romano.

## Storia
La critica secolare appare non concorde circa l'anno di realizzazione della tela, ricavabile sommariamente solo mediante lo studio dello stile di esecuzione. Giorgio Vasari, in viaggio a Brescia fra il 1566 e il 1568, nei suoi scritti la pone sull'altare maggiore della chiesa: "È di sua mano (del Gambara), ne' monaci neri di San Faustino, la tavola dell'altar maggiore", mentre la guida di Brescia di Bernardino Faino, pubblicata a più riprese dopo il 1630, la descrive senza darne l'ubicazione. Tutte le successive guide del Settecento e dell'Ottocento, invece, la collocano dove si trova tuttora. Adolfo Venturi, nella sua Storia dell'arte italiana, circa la datazione pone la realizzazione dell'opera dopo il 1561, basandosi sul forte influsso che l'autore aveva avuto, in quell'anno, da parte dell'opera di Giulio Romano nell'area padana, influsso evidentemente riscontrabile nella tela della Natività. Limite massimo, invece, resta il 1566, anno di venuta a Brescia del Vasari, che la vide già in loco. Ormai abbandonata è invece l'ipotesi avanzata da Camillo Boselli e Gaetano Panazza nel 1946, che datavano l'opera a diversi anni prima vedendovi la mano dell'autore, al contrario, ancora fortemente legata alle tradizioni stilistiche bresciane. L'argomentazione, tuttavia, è valida solamente se si accetta che il Gambara abbia avuto formazione bresciana, il che di fatto non è vero, poiché da ricerche successive è emerso che il pittore tenne il suo soggiorno formativo a Cremona almeno fino al 1549. Pare quindi confermato l'intervallo di datazione proposto dal Venturi, che infatti è ancora oggi comunemente accettato. Per quanto riguarda la storia riguardante prettamente alla tela, si può quindi immaginare che sia stata commissionata e realizzata come pala dell'altare maggiore della chiesa, così come riferisce il Vasari, e che, nella prima metà del Seicento, nell'ambito dei lavori di ricostruzione dell'edificio, l'opera sia stata spostata in un nuovo altare laterale appositamente costruito, dove si trova tuttora, per lasciar spazio sull'altare maggiore all'arca dei santi Faustino e Giovita. L'opera ha subito un primo restauro nel 1930, seguito da un altro intervento, molto attento, operato fra il 1982 e il 1986.

## Descrizione e stile
L'opera, di considerevoli dimensioni, è stata eseguita con la tecnica della pittura a olio su tela ed è centinata, cioè non è rettangolare ma la parte superiore è semicircolare, soluzione molto diffusa in opere simili. Al centro della scena è posta la Vergine Maria, genuflessa davanti al Gesù Bambino disteso per terra, raffigurato in un virtuoso scorcio prospettico proprio della tecnica del Gambara. A sinistra, in primo piano e più vicina all'osservatore, una giovane donna srotola delle fasce, mentre davanti a lei San Giovanni Battista, ancora fanciullo, si avvicina per rimirare il neonato. Un poco più arretrata, sulla destra, è la figura di San Giuseppe, dalla quale si diparte una corona di pastori devoti, alcuni in piedi e alcuni inginocchiati, culminante nella monumentale figura che campeggia in primo piano a destra, quasi di schiena. In alto è dipinta una gloria di cherubini svolazzanti, mentre sullo sfondo si scorge un paese collinoso con case e fortificazioni. Più in basso, un pastore conduce il suo gregge. Fanno da ali prospettiche un colonnato corinzio con trabeazione a sinistra e un edificio rustico diroccato a destra.
L'opera viene considerata il massimo capolavoro dell'autore dalla totalità della critica antica, sull'onda delle lodi di Francesco Paglia nel suo Giardino della Pittura, che la definisce "opera al certo molto delicata, e stabilita con una impareggiabile diligenza; campeggiata da un dolce paese, che le dà vaghezza, quale concordando con il bel colorito, ed il tutto unitamente concentrato con grand'energia, che sodisfacendo l'occhio, ben scorgesi in quest'opera, che il Gambara fece campeggiar immortal il suo valore". Di segno opposto si pone invece buona parte della critica novecentesca, influenzata dal duro giudizio di Venturi, il quale sostiene che "nonostante la modellatura accurata e la sobrietà del colore che ingrigia, l'opera, ibrida e priva di slancio, non desta interesse, tanto è soggetta al comune stampo della pittura accademica bresciana". Considerando nefasto al Gambara l'esempio di Giulio Romano, come già accennato precedentemente, trova in questo modo disdicevoli gli esiti del manierismo padano: "Lattanzio meccanicamente dispone un colonnato a sinistra, una roccia a destra, un coro d'angioli in alto, bruniti e lustri alla maniera di Giulio; raffaelleggia nella figura della Vergine e in altra di donna accasciata a sinistra; e dagli schemi di Giulio trae il pastore con l'omero nudo e la gonnelletta svolazzante, in piedi a destra, quasi da tergo. Del Moretto si vede l'influsso nella mezza figura col flauto appoggiata alla mangiatoia, ove, sopra un vitreo pannilino, galleggia, come Mosè entro la cesta di vimini, il piccolo Gesù veduto di scorcio". Morassi, invece, rivaluta il dipinto, giudicandolo "una delle migliori tele del Gambara". A parte le critiche, in ogni caso, nella tela è evidente l'impegno del pittore applicato a mostrare la sua sapienza in campo prospettico e pittorico: l'equilibrio dei gesti e delle masse è notevolmente bilanciato e i vari tipi e forme comunque ripresi da altri autori, come già notato dal Venturi, genera un "eclettismo che tuttavia non è privo di nobiltà", citando la relazione di Boselli e Panazza, i quali si pongono anch'essi a favore della qualità artistica del dipinto.

## Galleria d’immagini

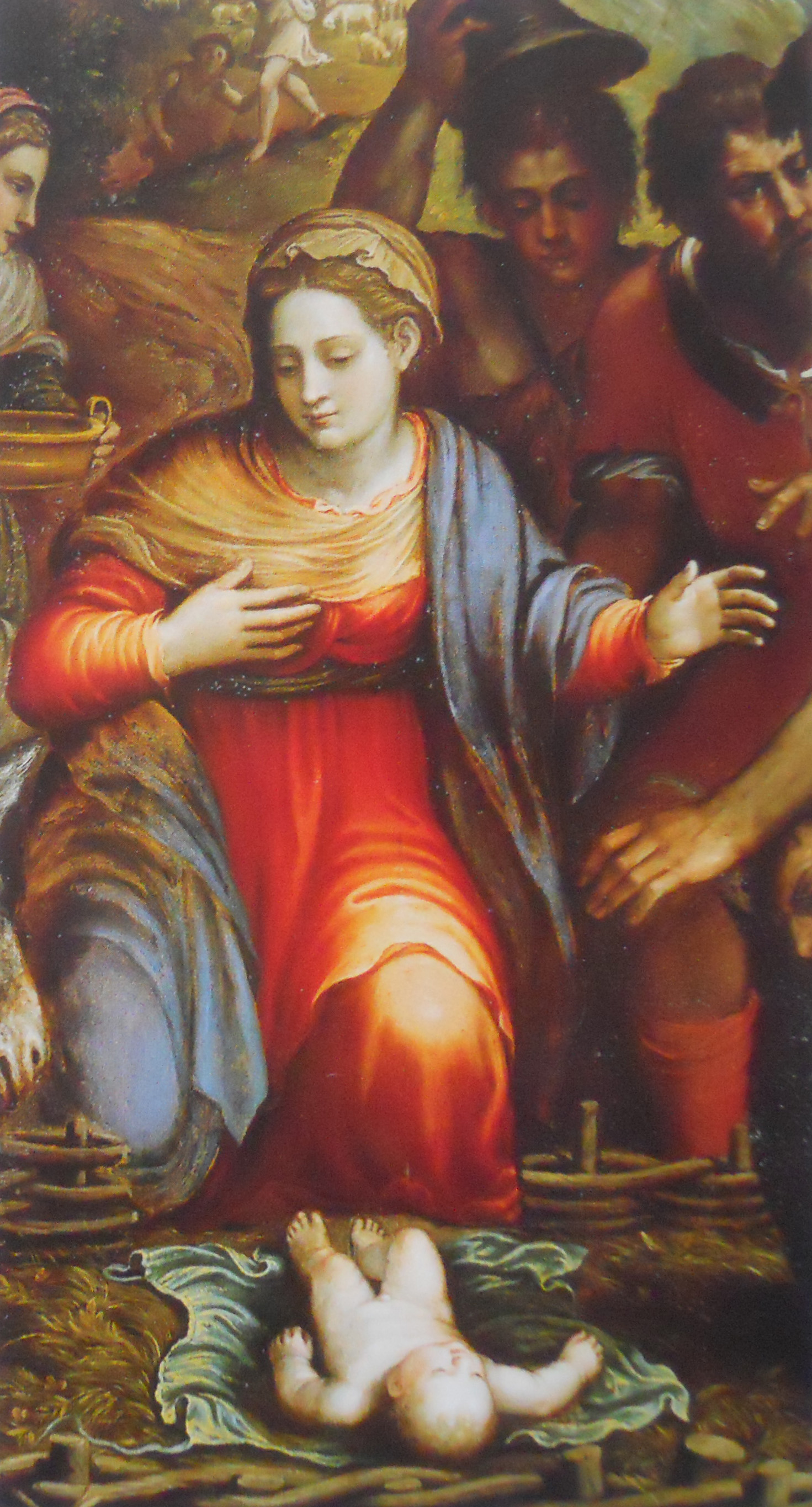
La Madonna e il Gesù Bambino
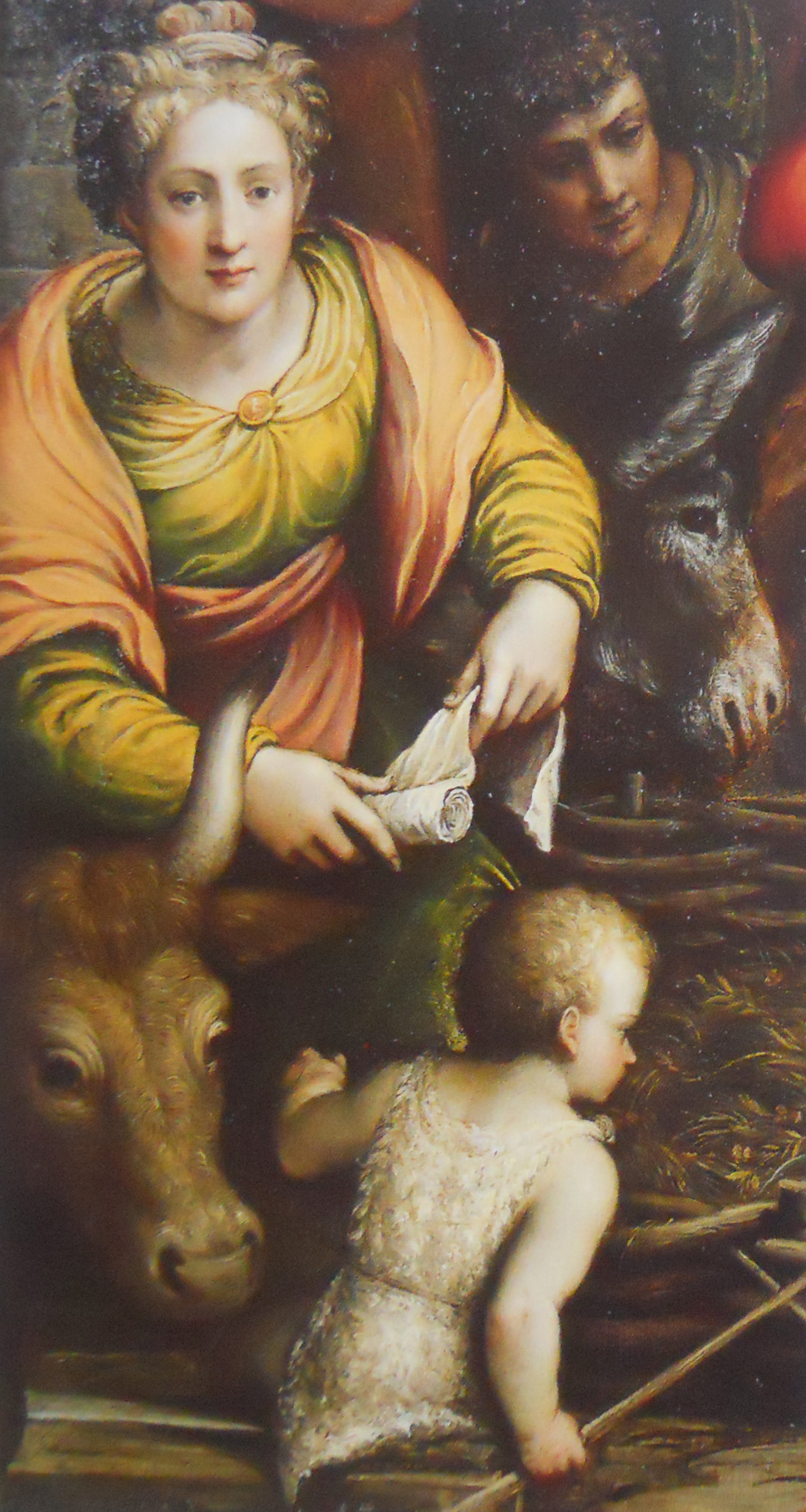
L'assistente con le fasce e San Giovanni Battista fanciullo
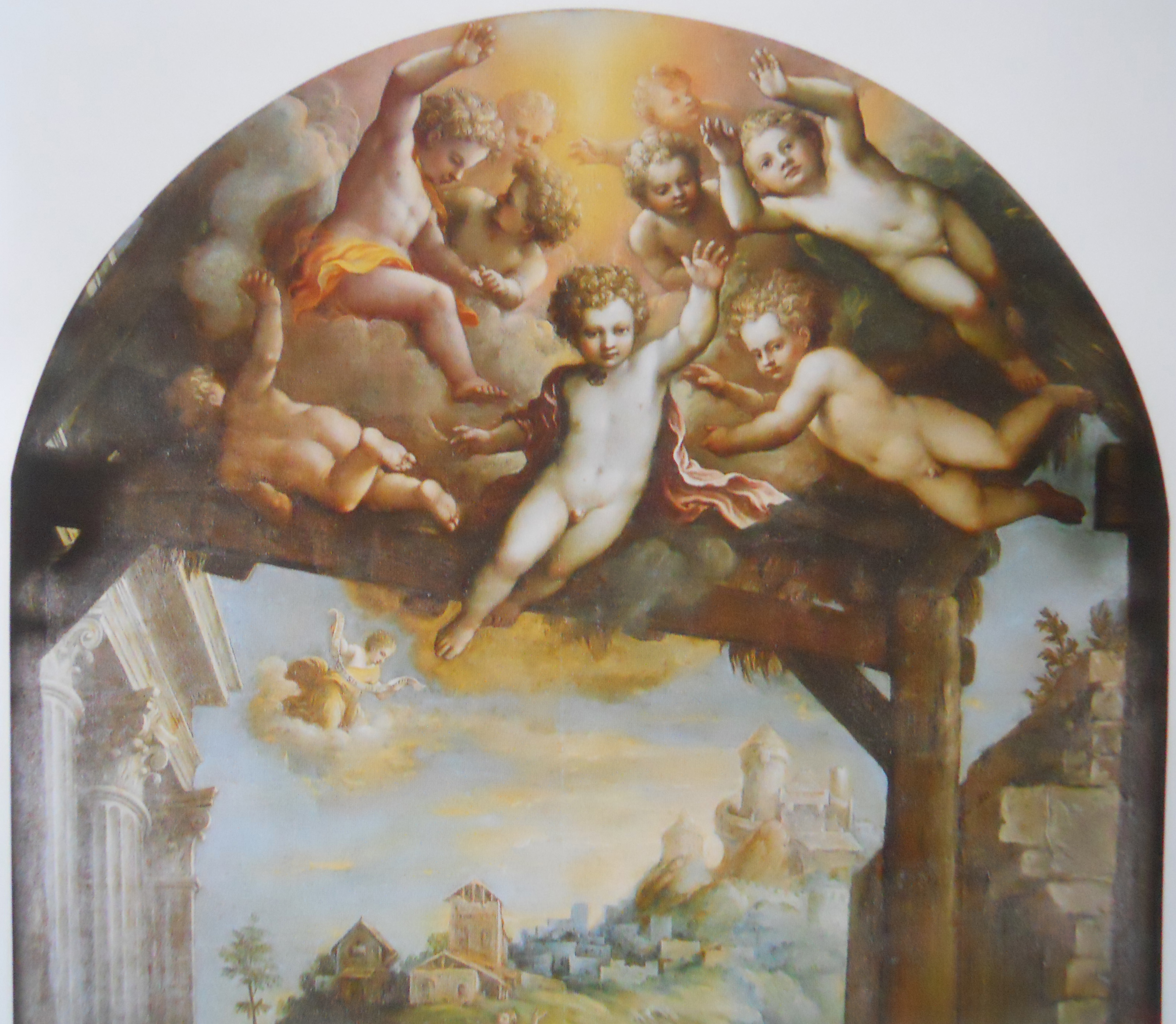
Gloria di angeli e il paesaggio di sfondo